# Dancing Alone Together
Dancing Alone Together è un album a nome della Ray Anthony and His Orchestra, pubblicato dalla Capitol Records nel 1960.

## Tracce
Lato A
1. My Funny Valentine – 3:11 (Richard Rodgers, Lorenz Hart) – Registrato il 4 aprile 1960 al Capitol Tower Studios di Hollywood, California
2. Guess I'll Hang My Tears Out to Dry – 3:10 (Sammy Cahn, Jule Styne) – Registrato il 4 aprile 1960 al Capitol Tower Studios di Hollywood, California
3. To Love and Be Loved – 3:25 (Sammy Cahn, James Van Heusen) – Registrato il 28 marzo 1960 al Capitol Tower Studios di Hollywood, California
4. I Should Care – 3:47 (Weston, Stordahl, Cahn) – Registrato il 28 marzo 1960 al Capitol Tower Studios di Hollywood, California
5. The Part's Over – 3:03 (Styne, Green, Comden) – Registrato il 4 aprile 1960 al Capitol Tower Studios di Hollywood, California
6. Here's That Rainy Day – 3:30 (James Van Heusen, Johnny Burke) – Registrato il 4 aprile 1960 al Capitol Tower Studios di Hollywood, California

Durata totale: 20:06
Lato B
1. What's New? – 3:19 (Bob Haggart, Johnny Burke) – Registrato il 4 aprile 1960 al Capitol Tower Studios di Hollywood, California
2. Misty – 3:28 (Erroll Garner) – Registrato il 28 marzo 1960 al Capitol Tower Studios di Hollywood, California
3. Like Someone in Love – 3:04 (James Van Heusen, Johnny Burke) – Registrato il 28 marzo 1960 al Capitol Tower Studios di Hollywood, California
4. Alone Together – 3:05 (Arthur Schwartz, Howard Dietz) – Registrato il 4 aprile 1960 al Capitol Tower Studios di Hollywood, California
5. I'm Thru with Love – 3:13 (Malneck, Livingston, Kahn) – Registrato il 28 marzo 1960 al Capitol Tower Studios di Hollywood, California
6. All the Way – 3:17 (James Van Heusen, Sammy Cahn) – Registrato il 28 marzo 1960 al Capitol Tower Studios di Hollywood, California

Durata totale: 19:26

## Musicisti
- Ray Anthony - tromba
- Murray McEachern - trombone
- Joe Maini - sassofono alto
- Sconosciuti - sezione strumenti ad arco
- Altri musicisti sconosciuti
- Sconosciuto - arrangiamenti